# Fred E. Young
Fred E. Young (Watsontown, 6 aprile 1919 – 6 giugno 2005) è stato un biblista e traduttore statunitense, diacono di fede battista. Fu docente di Antico Testamento e diacono al Seminario Teologico Battista Centrale di Kansas City. Fondò e diresse il Kansas Qumran Bibliographical Project, collezione di tutto l osciubile esistente nei o riguardo ai rotoli del Mar Morto.

## Biografia
Nato in Pennsylvania, trascorse più di 50 anni della sua esistenza a Kansas City. Dopo aver frequentato il Practical Bible Training School di New York nel 1939, e il William Jewell College di Liberty nel '47, conseguì il phD in studi ebraici e lingua antica al Dropsie Colege di Filadelfia, primo ed unico istituto al mondo per gli studi post-dottorato sulla lingua e civiltà ebraiche.
Fu assunto nel gruppo di curatori e traduttori della New American Standard Bible, dall'inizio di questo progetto, e fu assistente pastore in almeno 15 congregazioni della città. Dopo il pensionamento nel 1988, si dedicò a catalogare qualsiasi libro, articolo o notizia scritta inerente ai manoscritti del Mar Morto.